# Il caso della domestica perfetta
Il caso della domestica perfetta è una raccolta di racconti gialli di Agatha Christie, pubblicata per la prima volta nell'ottobre 1979. Il titolo del libro prende spunto da uno dei racconti raccolti nel libro.

## Racconti
La raccolta è composta da otto racconti. In alcune ristampe è compreso un nono racconto La follia di Greenshaw, che solitamente è contenuto nella raccolta Appuntamento con la paura.
- Diritto di asilo noto anche come Asilo
- Uno scherzo arguto
- Omicidio su misura
- Le maledizioni della strega
- Il caso della domestica perfetta
- Miss Marple racconta una storia
- La bambola della sarta
- In uno specchio scuro

### Diritto di asilo
titolo originale: Sanctuary
Bica, la moglie del parroco, è intenta a sistemare dei fiori all'interno della chiesa, quando scorge un uomo accasciato sui gradini del coro. L'uomo, in fin di vita, parla sconnessamente e invoca asilo. La donna decide di andare a chiamare aiuto, e si reca a chiamare il dottor Griffith ma, nonostante l'intervento del medico, l'uomo muore a causa di una ferita da arma da fuoco. La moglie del parroco viene interrogata dal sergente Hayes, il quale la informa di aver scoperto l'identità del morto, poiché la sorella ne aveva denunciato la scomparsa. William Sandbourne, il defunto, soffriva da tempo di esaurimento nervoso, perciò tutto fa pensare a un suicidio. Tornata a casa Bica riceve la visita della sorella del morto, accompagnata dal marito; i due coniugi non sembrano preoccupati dell'accaduto e, dopo essersi informati sulle ultime parole pronunciate da William, si fanno consegnare la sua giacca e lasciano la canonica. Bica però aveva frugato fra gli oggetti della vittima notando che sul suo orologio era inciso il nome Walter, e non William; inoltre cucita all'interno del fodero della giacca aveva trovato una ricevuta di un deposito bagagli, e aveva deciso di non consegnarla ai parenti. Insospettita dalla faccenda, la moglie del parroco decide di recarsi a Londra per chiedere consiglio a sua zia, la famosa Jane Marple, che dopo aver udito il resoconto della nipote, preoccupata del fatto che qualcuno avesse potuto seguirla, decide di portare Bica in giro per i negozi per sviare i sospetti. Finito lo shopping le due donne si ristorano in un bar, dove incontrano una conoscente di miss Marple, a cui viene affidato un compito segreto. Subito dopo Bica si reca al deposito bagagli per recuperare la valigia, ma non appena sale sul treno viene scippata. Un poliziotto riesce a fermare il ladro, il quale afferma che la valigia è di sua proprietà e che contiene dei costumi teatrali, mentre secondo Bica contiene un cappotto in pelliccia di castoro. Dopo che il poliziotto fa aprire la valigia si scopre che contiene effettivamente un cappotto, il che porta il ladro a scusarsi con la donna per l'equivoco. Il poliziotto e la moglie del parroco si recano a casa di miss Marple, dove si trova la vera valigia che era stata ritirata poco prima dalla conoscente di miss Marple. Al suo interno vengono ritrovati dei costumi di scena, appartenuti a Zobedia, ballerina nei locali notturni, che aveva ricevuto in dono dei preziosi gioielli da un Raja e aveva deciso di denunciarne il furto per poi cucirli sopra i suoi costumi di scena, in modo tale che nessuno potesse rubarli per davvero. Walter era il marito di Zobedia, che era stato ritenuto colpevole del furto e arrestato. Dopo aver trascorso parecchi anni in prigione era evaso per recuperare i gioielli e sua figlia Jewel, avuta da Zobedia. Una volta uscito dal carcere gli assassini si erano messi sulle sue tracce con l'intento di recuperare i gioielli, e non riuscendovi lo avevano ucciso.

### Uno scherzo arguto
titolo originale: Strange Jest
L'attrice Jane Helier presenta miss Marple alla signorina Charmian Stroud e il signor Edward Rossier. I due chiedono l'aiuto della detective per riuscire a scovare l'eredità lasciata da un loro prozio, che secondo loro aveva convertito tutti i suoi averi in lingotti d'oro per poi seppellirli. L'anziana signora si reca nella tenuta appartenuta al defunto per aiutare i giovani nelle ricerche. Dopo aver esaminato la proprietà, miss Marple riesce a scovare un cassetto segreto, nella scrivania del vecchio, contenente delle vecchie lettere d'amore. Le lettere erano state scritte dallo stesso prozio, che le aveva richiuse in buste contenenti francobolli di grande valore. I due giovani così entrano in possesso della loro eredità.

### Omicidio su misura
titolo originale: Tape-Measure Murder
Il racconto si apre con la signora Pollit, sarta del paese, che bussa garbatamente alla porta della signora Spenlow. La donna non riceve alcuna risposta perciò si appresta ad andarsene, ma viene fermata dalla signora Hartnell, che la costringe a insistere, sicura che la donna si trovi in casa. Dopo aver bussato con forza, la signora Hartnell scorge il cadavere della signora Spenlow attraverso i vetri. I sospetti ricadono sul marito della vittima, un uomo molto posato, che non lascia trasparire alcun dolore per la perdita della moglie. L'uomo afferma di aver ricevuto una telefonata da parte di Miss Marple e di essersi recato a casa sua ma, non avendola trovata, era tornato a casa, dove la moglie era già morta. Miss Marple viene interrogata e nega di aver telefonato al sospettato, ma decide di aiutarlo perché lo ritiene incapace di compiere l'omicidio. L'anziana detective scopre che la signora Pollit e la signora Spenlow lavoravano insieme in casa di una ricca famiglia: le due avevano lasciato il lavoro dopo un caso sospetto di furto del quale non si era mai scoperto il colpevole. La signora Spenlow aveva avuto fortuna e conduceva una vita agiata mentre la Pollit era caduta in disgrazia ed era diventata la sarta del paese. Nonostante le due andassero d'accordo, l'avvicinamento della signora Spenlow a una setta cristiana, e la sua manifesta intenzione di confessare il furto ai danni della famiglia per la quale le due lavoravano, aveva indotto la sarta ad uccidere la vecchia conoscenza, cercando di far ricadere le colpe sul signor Spenlow. 

### Le maledizioni della strega
titolo originale: The Case of the Caretaker
Miss Marple è reduce da una brutta influenza, così il suo medico le propone un enigma da risolvere durante la convalescenza, consegnandole un manoscritto scritto di suo pugno che contiene la storia del giovane Harry Laxton, uno scapestrato giovanotto che, dopo aver girovagato per il mondo, torna al suo paese di origine apparentemente redento e in compagnia di una giovane sposa. Harry acquista una villa decadente e la fa distruggere per edificare una nuova casa, ma la signora Murgatroyd, vecchia custode della villa, inizia a perseguitare lui e la sua giovane moglie Louise, appostandosi fuori dai cancelli e lanciando maledizioni. Louise appare molto spaventata dalla vecchia strega e teme che le sue maledizioni possano avverarsi quindi prega il marito di lasciare la casa e partire, ma lui si rifiuta e promette alla moglie che allontanerà la custode. Poco tempo dopo la signora Murgatroyd, durante una delle sue scenate, fa imbizzarrire il cavallo di Louise che cadendo muore. Il medico torna da Miss Marple e scopre con piacere che ha risolto correttamente il mistero. Il cavallo si era imbizzarrito a causa di un colpo di fionda o di fucile sparato dallo stesso Harry, che si era messo d'accordo con la vecchia custode per spaventare la giovane moglie in modo tale da poterla uccidere per ereditare la sua fortuna. Dopo averla soccorsa Harry le aveva iniettato una dose di strofantina per essere sicuro che morisse, ma il medico aveva notato la siringa cadere dalla sua tasca. TUTTO FALSO

### Il caso della domestica perfetta
titolo originale: The Case of the Perfect Maid
Edna, la domestica di Miss Marple, è preoccupata per sua cugina, che ha appena perso il lavoro presso la casa delle sorelle Skinner perché ritenuta colpevole del furto di una spilla. Le due donne vivono in uno stabile in campagna composto da quattro appartamenti, la più grande, Lavinia, passa il tempo ad occuparsi della sorella minore Emily Skinner, che soffre di ipocondria. L'anziana detective si reca a casa delle due donne ma queste non sembrano intenzionate a riassumere la cameriera, anzi, poco tempo dopo ingaggiano una nuova domestica tramite un'agenzia. La nuova arrivata, Mary Higgins, sembra rappresentare il modello di ogni virtù, e ben presto diviene l'argomento preferito di tutto il paese. Miss Marple, insospettita, si reca nuovamente dalle sorelle Skinner e riesce a prendere le impronte digitali alla domestica. Poco tempo dopo la cameriera scompare portando via tutti gli oggetti di valore delle Skinner e quelli dei loro vicini. Le sorelle in seguito allo scandalo decidono di abbandonare il paese per trasferirsi a Londra. Miss Marple però non si lascia ingannare dalla situazione e pochi giorni dopo si reca dall'ispettore per annunciare di aver risolto il mistero: le due sorelle Skinner sono una coppia di ladre astute, Emily, che stava sempre chiusa nella sua camera fingendosi malata, si era travestita da cameriera per poter svaligiare le case del vicino.

### Miss Marple racconta una storia
Titolo originale: Miss Marple Tells a Story
Miss Marple racconta a suo nipote la storia dell'omicidio della signora Ann Rhodes, trovata morta in una camera d'albergo. Il marito, accompagnato dal suo avvocato, si reca dall'anziana detective per chiedere aiuto. Il marito racconta che la suite dell'hotel è composta da due stanze comunicanti disposte ad angolo, ciascuna con una porta che dà su un corridoio diverso: la porta della camera della signora era stata trovata chiusa dall'interno mentre quella del signor Rhodes era rimasta aperta. Alcuni ospiti avevano visto la cameriera entrare e uscire dalla porta del signor Rhodes, mentre un elettricista aveva visto entrare e uscire la cameriera dalla porta della signora Rhodes. Il marito rivela a miss Marple che sua moglie Anne raccontava di aver investito una ragazza da giovane, e che la  madre di questa le mandava della lettere minatorie, ma dal momento che era una bugiarda cronica nessuno, compreso il signor Rhodes, le aveva mai creduto. Miss Marple, dopo aver appreso tutti i dettagli, risolve il mistero: la vera cameriera era passata dalla camera del signor Rhodes per portare delle borse dell'acqua calda alla signora, uscendo dalla porta della stanza di quest'ultima. L'assassina invece era entrata direttamente dalla stanza della signora, e dopo essersi nascosta nel vestibolo aveva atteso il passaggio della cameriera per poi uccidere Ann e uscire dalla stanza del signor Rhodes, che intento a lavorare, non aveva notato che si trattava di due donne diverse. Le indagini della polizia si focalizzano dunque sulle donne sole presenti nell'albergo, fra queste la signora Carruthers viene riconosciuta come colpevole, e dopo essere stata messa alle strette, confessa.

### La bambola della sarta
Titolo originale : The Dressmaker's Doll
il racconto non ha come protagonista Miss Marple ma si incentra sul mondo del paranormale.
Sul divano della saletta di una sartoria compare una bambola, nessuno sembra ricordare da dove provenga e come sia arrivata là. La pupattola ha un viso stranamente realistico, e quando inizia a cambiare posizione ogni volta che la stanza rimane vuota, alla sartoria si scatena il panico. L'aiuto sarta Sybil e la padrona Alicia sospettano che si tratti di uno scherzo fatto dalle dipendenti e decidono di chiudere a chiave la porta del salotto, ma la bambola continua a spostarsi. Esasperata dalla faccenda Alicia decide di chiudere il salotto per un lungo periodo, ma dopo qualche tempo, spinta da Sybil, lo riapre per fare le pulizie e trova la stanza ordinata e la pupattola sempre seduta sul divano. Il giorno dopo, Sybil trova la bambola seduta nella sala delle sfilate e Alicia decide di buttarla dalla finestra. Una bambina passa per la strada e raccoglie la bambola, così le due donne, preoccupate che la bambola stregata possa farle del male decidono di seguirla. La bimba si rifiuta di consegnarla e rimprovera le due donne per non aver dato amore alla bambola, che era quello di cui aveva bisogno.

### In uno specchio scuro
Titolo originale: In a Glass Darkly
il racconto non ha come protagonista Miss Marple,  si incentra sul mondo del paranormale.
Il racconto parla di un ragazzo che viene invitato da un suo amico a trascorrere le vacanze a casa sua. Una volta arrivato a casa il ragazzo viene lasciato solo nella sua camera per prepararsi per la cena, ma mentre si guarda allo specchio vede dietro le sue spalle una porta che si apre su una stanza vicina dove una donna bionda sta per essere strangolata da un uomo con una cicatrice sulla faccia. Dopo essersi voltato per aiutare la ragazza il protagonista si rende conto di aver avuto una visione, la porta dietro le sue spalle infatti è bloccata da un armadio, e nella stanza non c'è nessuno. Dopo essere stato chiamato per la cena dal suo amico Neil, il giovane nota con stupore che Sylvia, la sorella dell'amico, corrisponde esattamente alla giovane della visione e che il suo fidanzato ha una cicatrice sulla guancia, così decide di raccontare tutto alla ragazza prima di ripartire, anche perché durante le vacanze si è perdutamente innamorato di lei. Sylvia crede al ragazzo e decide di rompere il suo fidanzamento, ma il giovane parte per la guerra e inizia ad evitarla, temendo di essere la vera causa della rottura. Qualche anno dopo Neil muore e i due si rincontrano e decidono di sposarsi. Il matrimonio si rivela piuttosto infelice, a causa della gelosia dell'uomo nei confronti di Sylvia, che la porta a lasciarlo definitivamente per tornare a casa sua. Il marito furioso piomba a casa sua e tenta di strangolarla, ma una volta visto il suo riflesso sullo specchio si ferma. Durante la guerra un proiettile lo aveva ferito a una guancia lasciandogli una profonda cicatrice, perciò l'uomo capisce di essere il protagonista della sua stessa visione. Dopo quell'episodio l'uomo chiede scusa a Sylvia e abbandona ogni gelosia, così i due i due trascorrono il resto della loro vita sereni.

## Edizioni italiane
- Il caso della domestica perfetta e altre storie, Collana Oscar Scrittori moderni, Milano, Mondadori, maggio 2011, ISBN 88-04-609-47-8.